# Ichneumon linearis
Ichneumon linearis là một loài tò vò trong họ Ichneumonidae.